# Ghosts I–IV
Ghosts I–IV är det sjätte studioalbumet av den amerikanska industrirockgruppen Nine Inch Nails, utgivet den 2 mars 2008. Det innehåller 36 instrumentella låtar som spelades in under en tioveckorsperiod under hösten 2007. Det är det första Nine Inch Nails-albumet som släppts utan något skivbolagskontrakt. Tanken var från början en EP med 5 spår, men albumet lades fram i form av fyra niospåriga instrumentella EP-skivor. Låtarna har inga namn, och identifieras endast med sitt låtnummer, position, och albumkonst. Gruppen bakom projektet består av Nine Inch Nails frontman Trent Reznor, Atticus Ross och Alan Moulder, med instrumentella bidrag från Alessandro Cortini, Andrew Belew, och Brian Viglione.
Albumet släpptes under ett Creative Commons-avtal, och i varierande former av paketeringar i olika prisklasser, däribland en Ultra-Deluxe Limited Edition med ett pris på 300 dollar. Albumet släpptes ursprungligen digitalt via Nine Inch Nails officiella webbplats utan någon föregående annonsering eller marknadsföring. Genom Nine Inch Nails officiella Youtube-profil tillkännagavs en användarskapad ”filmfestival”, där fans inbjöds till att visuellt tolka albumet och lägga upp resultatet. Därefter blev albumet enligt rapporterna berövat på mycket konstverk och medföljande visuella interpretationer.
Kritiker har generellt sett varit positivt inställda till albumet; många nyhetsagenturer har kommenterat på den oortodoxa utgivningen av albumet. Albumet har jämförts med Radioheads In Rainbows och Saul Williams The Inevitable Rise and Liberation of NiggyTardust.

## Låtlista
Alla låtar är skrivna och komponerade av Trent Reznor och Atticus Ross, där inget annat anges.
| Ghosts I 1. "1 Ghosts I" – 2:48 2. "2 Ghosts I" – 3:16 3. "3 Ghosts I" – 3:51 4. "4 Ghosts I" – 2:13 (Alessandro Cortini, Reznor, Ross) 5. "5 Ghosts I" – 2:51 6. "6 Ghosts I" – 4:18 7. "7 Ghosts I" – 2:00 8. "8 Ghosts I" – 2:56 9. "9 Ghosts I" – 2:47 Ghosts II 1. "10 Ghosts II" – 2:42 2. "11 Ghosts II" – 2:17 (Cortini, Reznor, Ross) 3. "12 Ghosts II" – 2:17 4. "13 Ghosts II" – 3:13 5. "14 Ghosts II" – 3:05 6. "15 Ghosts II" – 1:53 7. "16 Ghosts II" – 2:30 8. "17 Ghosts II" – 2:13 (Cortini, Reznor, Ross) 9. "18 Ghosts II" – 5:22 | Ghosts III 1. "19 Ghosts III" – 2:11 (Cortini, Reznor, Ross, Brian Viglione) 2. "20 Ghosts III" – 3:39 3. "21 Ghosts III" – 2:54 4. "22 Ghosts III" – 2:31 (Cortini, Reznor, Ross, Viglione) 5. "23 Ghosts III" – 2:43 6. "24 Ghosts III" – 2:39 7. "25 Ghosts III" – 1:58 (Adrian Belew, Reznor, Ross) 8. "26 Ghosts III" – 2:25 9. "27 Ghosts III" – 2:51 (Belew, Reznor, Ross) Ghosts IV 1. "28 Ghosts IV" – 5:22 2. "29 Ghosts IV" – 2:54 (Cortini, Reznor, Ross) 3. "30 Ghosts IV" – 2:58 4. "31 Ghosts IV" – 2:25 5. "32 Ghosts IV" – 4:25 6. "33 Ghosts IV" – 4:01 (Cortini, Reznor, Ross) 7. "34 Ghosts IV" – 5:52 8. "35 Ghosts IV" – 3:29 9. "36 Ghosts IV" – 2:19 |